# NGC 5271
NGC 5271 is een balkspiraalstelsel in het sterrenbeeld Jachthonden. Het hemelobject werd op 22 mei 1881 ontdekt door de Franse astronoom Édouard Jean-Marie Stephan.

## Synoniemen
- MCG 5-32-65
- ZWG 161.120
- PGC 48477